# Аеродром Жилина
Аеродром Жилина (: , : , слч. Letisko Žilina) је међународни аеродром у Словачкој. Налази код Доњег Хричова, десетак километара западно од Жилине и опслужује област северозападне Словачке у којој живи око 1,2 милиона становника. Аеродром се користи за редован и чартер саобраћај, пилотску обуку у склопу Жилинског универзитета, потребе Жилинског аеро-клуба и удружења аматерских спортских пилота, али и за одржавање аеромитинга и трка мотоцикала. Данас постоји редовна линија ка Прагу, коју два пута дневно обавља ЧСА помоћу два авиона ATR 42, са 46 седишта.

## Прошлост аеродрома
Направљен је почетком `70 година XX века, да би заменио стари аеродром Брезовски Мајер (Letisko Brezovský Majer) који је срушен да би се омогућило даље ширење града. Први лет је обављен 04.05.1972. године, а званично је отворен 02.08.1974. године. Исте године је уведена и редовна линија Жилина-Праг-Жилина која је укинута 1981. године, да би поново била успостављена у периоду од 1986. до 1990. године. Аеродром је у априлу 1991. године отворен за чартер саобраћај, а редован саобраћај ка Прагу је опет обављан у периоду од 1997. до 1998. године, када је поново обустављен због банкрота компаније која га је обављала (Ер Острава). Изградња новог модерног терминала је започета 2004. године да би се омогућило обнављање редовног саобраћаја, који је на линији ка Прагу успостављен 15.07.2005. године. Поводом педесетпетогодишњице Жилинског универзитета и деведесетогодишњице ваздухопловства у Чехословачкој, на аеродрому је 28.06.2008. године одржан аеромитинг.

## Статистике
| Статистички подаци аеродрома Жилина | Статистички подаци аеродрома Жилина | Статистички подаци аеродрома Жилина | Статистички подаци аеродрома Жилина | Статистички подаци аеродрома Жилина | Статистички подаци аеродрома Жилина | Статистички подаци аеродрома Жилина | Статистички подаци аеродрома Жилина | Статистички подаци аеродрома Жилина | Статистички подаци аеродрома Жилина |
| ----------------------------------- | ----------------------------------- | ----------------------------------- | ----------------------------------- | ----------------------------------- | ----------------------------------- | ----------------------------------- | ----------------------------------- | ----------------------------------- | ----------------------------------- |
|                                     | 2000.                               | 2001.                               | 2002.                               | 2003.                               | 2004.                               | 2005.                               | 2006.                               | 2007.                               | 2008.                               |
| Број авио-операција                 | 14.205                              | 11.477                              | 15.071                              | 12.192                              | 14.253                              | 15.407                              | 11.495                              | 10.971                              | 12.673                              |
| Број путника                        | 1.625                               | 1.125                               | 910                                 | 1.680                               | 966                                 | 4.522                               | 10.973                              | 10.720                              | 12.294                              |
| Превезени терет (kg)                | 25.569                              | 1.242                               | 6.546                               | 1.464                               | 0                                   | 1.975                               | 8.173                               | 1.234                               | 1.685                               |

## Редовне линије
- ЧСА (Праг)